# Kecamatan Karangtengah (distrikt i Indonesien, Jawa Tengah, lat -8,02, long 111,08)
Kecamatan Karangtengah är ett distrikt i Indonesien.   Det ligger i provinsen Jawa Tengah, i den västra delen av landet, 500 km öster om huvudstaden Jakarta.